# Hamit Akbay
Hamit Akbay (1894 – 1986) è stato un calciatore turco, di ruolo portiere.

## Carriera

### Club
Ha militato nel Süleymaniye Sirkeci, nel Muhafizgücü e nel Fenerbahçe, difendendo la porta dal 1925 al 1927 e disputando 15 partite nella stagione 1925-1926, in cui la squadra arrivò seconda nel campionato di Istanbul.

### Nazionale
Dal 1924 al 1925 ha giocato per la nazionale turca, scendendo in campo 6 volte subendo 9 goal e prendendo parte ai Giochi della VIII Olimpiade di Parigi.